# Bronslibel
De bronslibel (Oxygastra curtisii) is een echte libel (Anisoptera) uit de familie van de zuidelijke glanslibellen (Synthemistidae). De wetenschappelijke naam van de soort werd in 1834 als Cordulia curtisii gepubliceerd door James Charles Dale. Traditioneel werd de soort in de familie van de glanslibellen (Corduliidae) geplaatst, maar genetisch onderzoek heeft duidelijk gemaakt dat de soort niet in die familie hoort. Het is een zeer zeldzame, slanke, glanslibel van stromend water.

## Veldkenmerken
De bronslibel is een zeer slanke soort. Het achterlijf is donker metaalglimmend groen, met op de rug een reeks langwerpige gele vlekken. Het borststuk is metaalgroen met een gouden glans. De ogen zijn eerst dofbruin, later felgroen glimmend, sterk contrasterend met het donkere achterlijf. Het voorhoofd heeft geen gele tekening. Het mannetje heeft een zeer slank achterlijf, zonder duidelijke insnoering ter hoogte van segment 3, maar met een knotsvormige verbreding ver achteraan het achterlijf. Het vrouwtje heeft een minder slank achterlijf dan het mannetje, maar wel slanker dan bij andere glanslibellen en zonder duidelijke knotsvormige verbreding. De vleugels zijn vrij uitgebreid oranje getint. De lichaamslengte van volwassen dieren ligt tussen 47 en 54 millimeter; de larve is 19-22 mm lang.

## Vliegtijd
De vliegtijd is van eind mei tot en met eind augustus, met een piek in juli.

## Gedrag en voortplanting
De larven leven in traag stromende delen van de beek of rivier, vaak tussen boomwortels in uitgeholde oevers. Ze kunnen zich ook ingraven in de modder op de bodem. De larven overwinteren twee of drie keer alvorens uit te sluipen. Uitsluipen gebeurt vooral van eind mei tot half juni. Jonge imago´s worden jagend waargenomen op beschutte, vaak bosrijke plaatsen. Mannetjes patrouilleren laag boven het water langs de oever, op plaatsen waar bomen of struiken staan. Ze hangen daarbij regelmatig stil in de lucht. Andere mannetjes worden verjaagd, terwijl passerende vrouwtjes direct worden gegrepen voor de paring. Vrouwtjes gedragen zich onopvallend, maar soms zijn ze tijdens de ei-afzet te observeren. Eitjes worden vlak langs de oever in het water afgezet, vaak op plaatsen met kaal gespoelde boomwortels.

## Habitat
De habitat in Europa bestaat uit traagstromende, niet te diepe beken en riviertjes met weinig of geen waterplanten. De oevers zijn deels beschaduwd door bomen of struiken, maar veel schaduw kan de biotoop ongeschikt maken. De plaatsen waar hij in Nederland is waargenomen voldoen goed aan deze beschrijving. In Midden-Europa is hij ook waargenomen bij snelstromende bergbeken en stilstaande wateren, zoals meren of kanalen. In de Belgische Ardennen komt hij voor bij een dode rivierarm.

## Verspreidingsgebied
Het verspreidingsgebied beperkt zich vrijwel tot Zuidwest-Europa: Frankrijk, Spanje, Portugal, Zwitserland en Italië. Lokaal komt hij voor in België en op de grens van Luxemburg en Duitsland. Daarnaast lokaal in Marokko en verder nergens ter wereld. De soort is verdwenen uit Nederland, maar doordat hij goed in staat is om te zwerven, kan de soort Nederland weer bereiken vanuit populaties in België, Luxemburg, Duitsland of Frankrijk.

## Verwante en gelijkende soorten
Verwarring is eventueel mogelijk met andere glanslibellen, inclusief de smaragdlibel. De bronslibel is de enige glanslibel met een keten van gele vlekken op het midden van de achterlijfsrug; de gevlekte glanslibel heeft vlekkenparen aan de zijkant van de segmenten. Verder is de bronslibel slanker dan alle andere glanslibellen. De knotsvormige verbreding van het achterlijf van de mannetjes ligt nog verder bij het uiteinde van het achterlijf dan bij de smaragdlibel. De bronslibel komt voor bij stromend water, waar verder doorgaans alleen de metaalglanslibel verwacht kan worden. Al met al is de bronslibel dus een onmiskenbare soort. In het larvestadium lijken de huidjes van de hoogveenglanslibel en de taigaglanslibel op die van de bronslibel, maar deze komen in een ander habitat voor waardoor verwarring praktisch niet mogelijk is. Verder kan er ook verwarring optreden met de oeverlibellen soorten van de familie van de korenbouten, maar deze hebben geen duidelijke middengleuf op het vangmasker (prementum).

## Bedreigingen en bescherming
De bronslibel staat op de Rode Lijst van de IUCN als niet bedreigd, beoordelingsjaar 2017; de trend van de populatie is volgens de IUCN stabiel. De soort is uitgestorven in Nederland en het Verenigd Koninkrijk. Op de Nederlandse Rode lijst (libellen) van 2015 is de bronslibel ook opgenomen als verdwenen. Op de Vlaamse Rode Lijst geldt hij als uitgestorven.